# Hervé Piccirillo

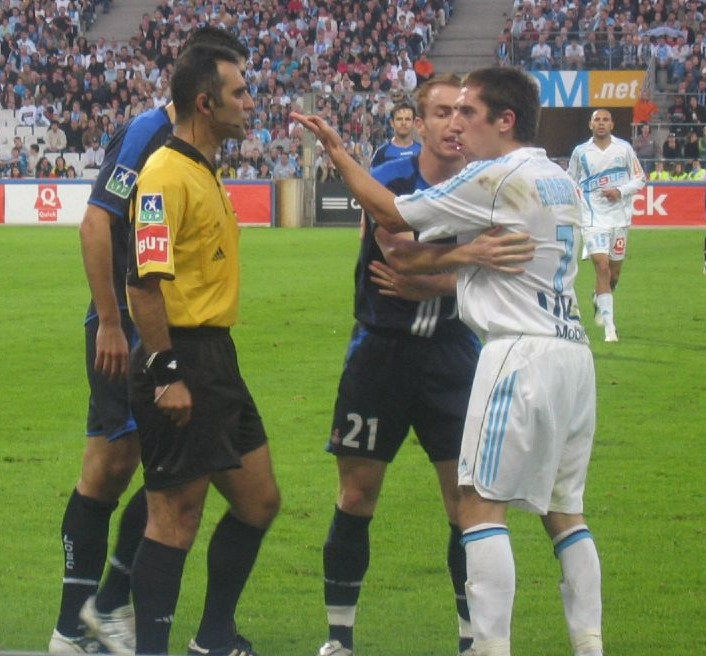
Hervé Piccirillo mit Franck Ribéry (2005)

Hervé Piccirillo (* 6. März 1967) ist ein ehemaliger französischer Fußballschiedsrichter.

## Werdegang
Seit der Saison 1995/1996 leitete Piccirillo Spiele in der französischen Ligue 2. Er war seit seinem Debüt im August 1999 Schiedsrichter in der Ligue 1 und leitete in dieser bis zu seinem Karriereende nach der Saison 2011/12 insgesamt 219 Ligaspiele.
Von 2005 bis 2012 stand Piccirillo auf der Liste der FIFA-Schiedsrichter und leitete internationale Fußballspiele, darunter fünf Spiele in der Europa League, zwei Spiele in der Qualifikation zur Europa League und ein Spiel in der Qualifikation zur Champions League, darüber hinaus ein Spiel in der EM-Qualifikation sowie weitere Qualifikations- und Freundschaftsspiele.
Bei der U-19-Europameisterschaft 2006 in Polen pfiff Piccirillo drei Spiele, darunter zwei Spiele in der Gruppenphase und ein Halbfinale.
Am 28. April 2012 leitete Piccirillo das Finale der Coupe de France 2011/12 zwischen Olympique Lyon und US Quevilly (1:0).